# Humo
Pour les articles ayant des titres homophones, voir Humeau.
HUMO est un hebdomadaire belge néerlandophone.
En 2015, les rédacteurs en chef sont Kristel De Cat, Lieven Germonprez, Nicolas Quaghebeur, Peter Schoenaerts et Bonnie Voet.